# Саадауи, Мохамед
Мохамед Саадауи (араб. محمد السعداوي‎; род. 11 мая 1995) — тунисский борец вольного стиля, участник двух Олимпийских игр, многократный чемпион Африки.

## Карьера
В августе 2016 года на Олимпиаде в Рио-де-Жанейро в квалификационной схватке уступил иранцу Алирезе Карими и занял 18 место. В марте 2019 года в тунисском Хаммамете стал чемпионом Африки, опередив в борьбе за золото египтянина Хосама Мергани. В апреле 2021 года в Хаммамете на африканском и океанском олимпийский отборочный турнире к Олимпийским играм в Токио завоевал лицензию. В августе 2021 года на Олимпиаде в схватке на стадии 1/8 финала уступил представителю Северной Македонии Магомедгаджи Нуров со счётом (0:5) и занял итоговое 15 место.

## Достижения
- Чемпионат Африки по борьбе 2014 — ;
- Африканские игры 2015 — ;
- Чемпионат Африки по борьбе 2016 — ;
- Олимпийские игры 2016 — 18;
- Чемпионат Африки по борьбе 2017 — ;
- Чемпионат Африки по борьбе 2019 — ;
- Чемпионат Африки по борьбе 2020 — ;
- Олимпийские игры 2020 — 15;
- Чемпионат Африки по борьбе 2022 — ;